# I Can’t Live Without Music
I Can’t Live Without Music – piosenka niemieckiej piosenkarki Corinny May, nagrana i wydana w 2002. Piosenkę napisali Ralph Siegel i Bernd Meinunger.
W lutym 2002 utwór wygrał w finale programu Countdown Grand Prix 2002, zdobywszy 41.1% głosów widzów, dzięki czemu reprezentował Niemcy w 47. Konkursie Piosenki Eurowizji w Tallinnie. Po finale selekcji pojawiły się pogłoski o problemach z głosowaniem, utwór został dopuszczony jednak do udziału w konkursie. W rozegranym 25 maja finale zajął 21. miejsce, zdobywając łącznie 17 punktów.

## Lista utworów
CD maxi single
1. „I Can’t Live Without Music” (Grand Prix-Version) – 3:00
2. „I Can’t Live Without Music” (Popversion) – 3:00
3. „I Can’t Live Without Music” (Radio Mix) – 3:00
4. „I Can’t Live Without Music” (Club Mix) – 6:11
5. „I Can’t Live Without Music” (Energy Mix) – 3:12

12’’ winyl
1. „I Can’t Live Without Music” (Club Mix) – 6:11
2. „I Can’t Live Without Music” (Dub Mix) – 4:46
3. „I Can’t Live Without Music” (Villa & Gant Short Cut) – 3:46
4. „I Can’t Live Without Music” (Villa & Gant Club Mix) – 6:19

## Notowania na listach przebojów
| Kraj   | Lista (2002)    | Najwyższe miejsce |
| ------ | --------------- | ----------------- |
| Niemcy | Singles Top 100 | 72                |